# Oceana Zarco
Oceana Rosa de Sousa Zarco (Setúbal, 12 de abril de 1911 - Setúbal, 11 de janeiro de 2008), foi a primeira portuguesa a se tornar ciclista federada com a licença nº 227.

## Biografia
Oceana Rosa de Sousa Zarco nasceu no dia 12 de Abril de 1911 em Setúbal. 
O seu padrasto, João Duarte, foi o grande impulsionador da sua carreira. Era dono de uma loja de bicicletas na Avenida Luísa Todi, em Setúbal, e ensinou-a a pedalar ainda criança. Aos sete anos de idade, Oceana já se deslocava para a escola de bicicleta, o que era muito invulgar à época. 
Aos 10 anos, integrou a equipa de ciclismo do Vitória Futebol Clube, o único clube que representou. Iniciou o seu percurso profissional em 1925, com apenas 14 anos treinada por Arthur John e ao lado dos seus colegas masculinos, envergando o mesmo equipamento (calções e camisola de manga curta), e correndo numa bicicleta, igualmente, masculina. 
Entre 1925 e 1929 conquistou a III Volta a Lisboa e a I Volta ao Porto, ambas em 1926, e a I Volta a Setúbal, em 1929, na qual participaram ainda somente três atletas femininas. Porém, em virtude de dificuldades financeiras, foi forçada a abandonar o ciclismo nesse mesmo ano de 1929.
Uma vez encerrado o seu ciclo desportivo, Zarco optou por cursar enfermagem, profissão que haveria de exercer ao longo de aproximadamente 30 anos e que abraçou com um grau de entusiasmo e rigor em tudo comparável ao ciclismo. Foi também durante esta segunda etapa da sua vida que viria a casar, contudo apenas depois de completar cinquenta anos, uma vez que a legislação salazarista só passou a permitir que as enfermeiras contraíssem matrimónio a partir de 1963. Por este motivo, acabou por se ver impossibilitada de ter quaisquer filhos.
Foi também em Setúbal, cidade que engrandeceu com a sua indelével honra, que morreu, a 11 de Janeiro de 2008. 

## Reconhecimento
A 9 de Março de 1991, foi homenageada pelo Movimento Democrático de Mulheres e pelo Museu de Arqueologia e Etnografia de Setúbal. 
A 8 de Abril de 2005, coube à Câmara Municipal de Setúbal, à Associação de Ciclismo do distrito de Setúbal e à Federação Portuguesa de Ciclismo prestar-lhe o devido tributo, a que se juntou também o reconhecimento por parte do Vitória de Setúbal. 
Voltou a ser homenageada pelo municipio em 2009, com a colocação de uma placa no Cemitério de Nossa Senhora da Piedade, onde se encontra sepultada e na qual se pode ler: "Homenagem de todos os setubalenses à Glória do Ciclismo Feminino Português, orgulho do Desporto Setubalense, Paz Eterna à Sua Alma”. 
Em Setúbal, na freguesia de Santa Maria da Graça, foi-lhe atribuída uma rua com o seu nome, com inicio na estrada da Varzinha.

## Ligações Externas
- Municipio de Setúbal | Memórias de Oceana Zarco (2016)